# Pictor

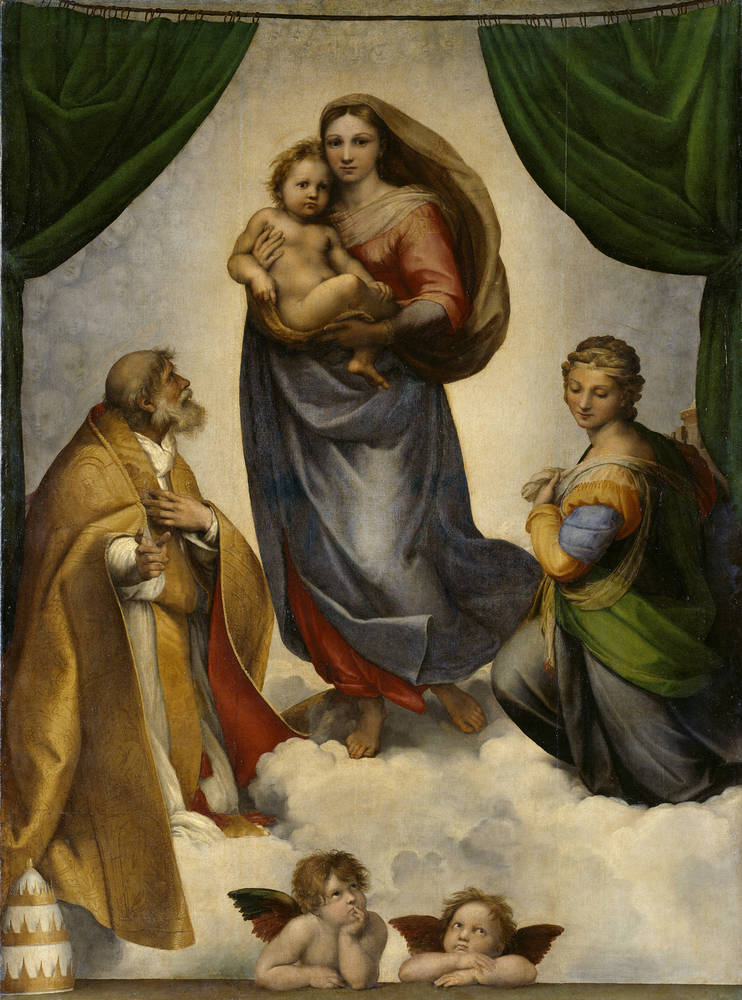
Rafael: Madonna sixtină, galeria de arte din Dresda/Germania

Pictor este un termen care se referă la un artist care creează opere de artă care pot fi picturi, fresce.
- Denumirea de Pictorul este și numele unei constelații
- În alte limbi, ca de exemplu în germană (pictor = maler), poate însemna pictor, zugrav sau vopsitor.

## Profesie
În epoca de piatră, pictorii au creat imagini sau desene pe pietre. Primii artiști celebri au fost vechii greci din secolul V î.Hr. e. (Agatharch și Polygnot). Daedalus a fost considerat primul artist mitologic, deși a fost atât sculptor, cât și inginer. În Egiptul Antic, pictorii au decorat morminte și case de piatră, iar ambarcațiunile pictorului au fost strâns asociate cu fabricarea vopselei. În plus, în Egiptul antic, crearea de imagini a fost considerată un efect magic, iar pictoriii înșiși au fost venerați ca preoți. Deoarece imaginile erau sacre, pictorii aveau cunoștințe despre un anumit canon și proporții.

## Unii pictori mai renumiți, din secolul XX
- Kazimir Malevici pictor rus (1878 - 1935)
- Piet Mondrian (1872 – 1944)
- Pablo Picasso (1881 – 1973)